# Ingmar Bergman
Ernst Ingmar Bergman (Uppsala, 14. srpnja 1918. – Fårö, 30. srpnja 2007.), švedski filmski redatelj i scenarist, te kazališni redatelj i scenarist. Smatra se jednim od najvećih i najutjecajnijih redatelja modernog filma.
Režirao je 62 filma, od kojih je većinu napisao, a režirao je preko 170 kazališnih komada. Neki od njegovih međunarodno najpoznatijih glumaca su Liv Ullmann i Max von Sydow. Većina njegovih filmova je smještena u krajolike njegove rodne Švedske. Teme su uglavnom sumornost, bolest, izdaja i ludilo. Zajedno s Federicom Fellinijem, smatra se jednim od najpoštovanijih i najutjecajijih redatelja dvadesetog stoljeća.
Bergman je bio aktivan više od 60 godina, ali karijera mu je došla u pitanje 1976. kad je otkazao nekoliko neriješenih produkcija, zatvorio svoje studije i otišao u samovoljni egzil u Njemačku na osam godina nakon namještene kriminalističke istrage za navodnu utaju poreza.

## Životopis
Ingmar Bergman rođen je u Uppsali, Švedska, kao sin Erika Bergmana, luteranskog svećenika i kasnijeg kapelana Kraljevine Švedske, i njegove žene, Karin (djevojački Akerblom). Odrastao je okružen religijskim umjetninama i raspravama. Njegov otac bio je veliki konzervativac i obiteljski patrijahalan: Ingmar bi bio zaključan u mračne ormare zbog prekršaja kao što su mokrenje u krevet. "Dok je otac propovijedao na govornici, vjernici su molili, pjevali ili slušali", napisao je Ingmar u svojoj autobiografiji Laterna Magica,
"Posvetio sam svoje interese misterioznom svijetu crkvenih arkada, debelih zidova, mirisu vječnosti, sunčevoj svjetlosti koja je obasjavala čudne srednjovjekovne slike i izrezbarene figure na stropu i zidovima. Bilo je svega što čovjekova mašta može poželjeti - anđela, svetaca, zmajeva, proroka, vragova, ljudi."
Unatoč tome što je odrastao u tom luteranskom okruženju, Bergman je tijekom snimanja Zimskog svjetla izjavio da je izgubio vjeru s osam godina.
Bergmanovo zanimanje za kazalište i film počelo je rano:
"S devet godina je zamijenio set kositrenih vojnika za laternu magicu, koja se mijenjala tijekom njegova života. U manje od godinu dana, igrajući se s tom igračkom, stvorio je svijet u kojem se u potpunosti osjećao kao kod kuće, prisjetio se. Stvorio je vlastite kulise, marionete i svjetlosne efekte i počeo prikazivati Strindbergove drame u kojima je govorio sve uloge."
1934., sa šesnaest godina, Bergman je poslan s obiteljskim prijateljima na praznike u Njemačku. Vjeruje se da je nazočio nacističkom skupu u Weimaru na kojem je vidio Adolfa Hitlera. Kasnije je u svojoj autobiografiji Laterna Magica napisao o posjetu Njemačkoj, kako je njemačka obitelj stavila Hitlerovu sliku na zid pokraj njegova kreveta, te "mnogo godina sam bio na Hitlerovoj strani, oduševljen njegovim uspjehom i ožalošćen njegovim porazima."
Odslužio je dva petomjesečna mandata u vojsci.
1937. je upisao umjetnost i književnost na Sveučilištu u Stockholmu. Najviše vremena je provodio u studentskom kazalištu te postao "čisti filmski ovisnik". Istodobno se posvađao s ocem oko svoje veze i nekoliko godina dvojica nisu kontaktirala. Iako nije diplomirao, napisao je nekoliko kazališnih komada, kao i opera, i postao pomoćnik redatelja u kazalištu. 1952., dok je radio za kazalište, dana mu je šansa da režira jedan od svojih scenarija, Casperova smrt. Predstavu su vidjeli članovi Svensk Filmindustrija koji su mu ponudili da za njih piše scenarije.
1943. se oženio s Else Fisher. Od početka šezdesetih Bergman je živio na otoku Fårö, Gotland, u Švedskoj, gdje je snimio nekoliko svojih filmova.

### Optužbe za utaju poreza i egzil
1976. je bila jedna od najtraumatičnijih godina u Bergmanovu životu. 30. siječnja 1976., dok je održavao probu Ples smrti Augusta Strindberga u Kraljevskom dramskom kazalištu, uhićen je i optužen za utaju poreza. Događaj se kobno odrazio na Bergmana. Zbog poniženja je doživio živčani slom te je hospitaliziran u stanju teške depresije.
Istraga se fokusirala na navodnu transakciju 500 000 švedskih kruna 1970. između Bergmanove švedske tvrtke Cinematograf i njezine švicarske podružnice Persona, koja je uglavnom služila za isplatu honorara stranim glumcima. Bergman je 1974. likvidirao Personu nakon upozorenja Švicarske središnje banke i naknadno prijavio porez. 23. ožujka 1976. tužitelj Anders Nordenadler je odbacio optužbe protiv Bergmana, rekavši da navodni "kriminal" nema zakonske osnove, te ga usporedivši sa slučajem "podizanja optužnice protiv osobe koja krade vlastiti auto". Generalni direktor Švedske porezne uprave Gösta Ekman je branio propalu istragu, govoreći da se istraga bavila ozbiljnim zakonskim materijalom te da se prema Bergmanu odnosilo kao prema svakom drugom osumnjičeniku. Izrazio je žaljenje nakon što je saznao da je redatelj napustio zemlju, nadajući se da je Bergman "snažnija" osoba sada kad je istraga pokazala da nije učinio ništa pogrešno.
Iako su optužbe odbačene, Bergman je i dalje bio neutješan, bojeći se da se nikad više neće vratiti režiranju. Na kraju se oporavio od šoka, ali unatoč molbama švedskog premijera Olofa Palmea, visokih javnih figura, i vođa filmske industrije, zakleo se da se nikad više neće vratiti u Švedsku. Zatvorio je svoj studio na pustom baltičkom otoku Fårö, otkazao dva najavljena filma i otišao u samovoljni egzil u München u Njemačkoj. Harry Schein, direktor Švedskog filmskog instituta, procijenio je trenutačnu štetu prouzročenu Bergmanovim egzilom na deset milijuna švedskih kruna i stotine izgubljenih poslova.

### Povratak iz egzila
Iako je nastavio djelovati iz Münchena, sredinom 1978. se činilo da je Bergman nadvladao svoju ogorčenost prema matičnoj zemlji. U srpnju te godine se vratio u Švedsku, proslavivši 60. rođendan na Fåröu i djelomično nastavio raditi kao redatelj u Kraljevskom dramskom kazalištu. Kako bi odao počast njegovom povratku, Švedski filmski institut je uveo Nagradu Ingmar Bergman za životna postignuća na području filma.
Međutim, do 1984. je ostao u Münchenu. U jednom od posljednjih intervjua s Bergmanom, vođenom 2005. na otoku Fårö, Bergman je rekao da je unatoč aktivnosti u egzilu, izgubio osam godina svog profesionalnog života. Od režiranja se umirovio u prosincu 2003. U listopadu 2006. je imao operaciju kuka te se teško oporavljao. Umro je mirno u snu, u svojem domu na Fåröu, 30. srpnja 2007., s 89 godina, isti dan kad je umro još jedan slavni redatelj, Michelangelo Antonioni. Pokopan je 18. kolovoza 2007. na otoku na privatnoj ceremoniji.

## Filmski rad
Mnogi redatelji širom svijeta, uključujući Amerikance Woodyja Allena, Davida Lyncha, Stanleyja Kubricka i Roberta Altmana, danskog redatelja Larsa von Triera, poljskog redatelja Krzysztofa Kieślowskog, ruskog redatelja Andreja Tarkovskog, južnokorejskog redatelja Chan-wook Parka, naveli su Bergmanov rad kao najveći utjecaj na onaj njihov. Woody Allen je rekao da je Bergman "vjerojatno najveći filmski umjetnik kad se sve uzme u obzir, od izuma filmske kamere."

### Karijera
Bergman je na filmu počeo raditi 1941. prepravljajući scenarije, ali je njegovo prvo veće ostvarenje bio scenarij iz 1944. za Mučenje, film koji je režirao Alf Sjöberg. Osim toga što je napisao scenarij, dana mu je pozicija pomoćnika redatelja. U svojoj drugoj autobiografiji Images: My Life in Film, Bergman opisuje snimanje eksterijera kao stvarni redateljski debi. Međunarodni uspjeh ovog filma donio je Bergmanu priliku da režira godinu dana poslije. Tijekom idućih deset godina je napisao i režirao više od deset filmova uključujući Zatvor 1949. i Sawdust i Tinsel 1953.
Bergman je međunarodni uspjeh postigao s Osmjesima ljetne noći (1955.) koji je bio nominiran za Zlatnu palmu na Filmskom festivalu u Cannesu sljedeće godine. Dvije godine poslije slijedila su dva Bergmanova najpoznatija filma, Sedmi pečat i Divlje jagode. Sedmi pečat osvojio je nagradu žirija te bio nominiran za Zlatnu palmu, dok su Divlje jagode osvojile brojne nagrade za Bergmana i njegovu zvijezdu, Victora Sjöströma.
Bergman je ostao produktivan i u sljedećih 20 godina. Početkom šezdesetih je režirao trilogiju na temu vjere i sumnje u Boga, Kroz tamno ogledalo (1961.), Zimsko svjetlo (1962.) i Tišina (1963.). 1966. je režirao Personu, film koji je sam smatrao jednim od svojih najvažnijih filmova. Iako je film nekoliko nagrada, mnogi su ga smatrali njegovim remek-djelom i jednim od najboljih filmova ikad produciranih. Sam Bergman smatrao je taj film i Krike i šaputanja (1972.) svojim najvažnijim filmovima. Drugi poznati filmovi iz tog razdoblja su Djevičanski izvor (1960.), Hour of the Wolf (1968.), Sramota (1968.) i Strast (1969.). Bergman je u to vrijeme radio i kao producent za švedsku televiziju. Dva zapaženija djela bila su Scene iz braka (1973.) i Čarobna frula (1975.).
Nakon uhićenja 1976. zbog utaje poreza, Bergman se zakleo da nikad više neće snimati filmove u svojoj matičnoj zemlji. Zatvorio je svoj filmski studio na otoku Fårö i otišao u egzil. Kratko je razmatrao ideju rada u Americi jer je njegov idući film, Zmijsko jaje (1977.) bila njemačko-američka produkcija i njegov prvi film na engleskom. Slijedila je britansko-norveška koprodukcija Jesenje sonate (1978.). U filmu je nastupila Ingrid Bergman, a on sam je postao jedan od najpoznatijih iz tog perioda. Jedan drugi film koji je režirao bio je Iz života marioneta (1980.), britansko-njemačka produkcija.
1982. se privremeno vratio u rodnu zemlju kako bi režirao Fanny i Alexander, film koji je, za razliku od prijašnjih produkcija, bio namijenjen široj publici, ali je i kritizirao profesiju zbog površnosti i komercijalizacije. Bergman je izjavio da mu je to posljednji film te da će se kasnije posvetiti režiranju u kazalištu. Posljednji takav rad bio je Saraband (2003.), nastavak Scena iz braka, koji je Bergman režirao s 84 godine.

### Repertoarna družina
Bergman je okupio osobnu "repertoarnu družinu" švedskih glumaca koje je često angažirao u filmovima, uključujući Maxa Von Sydowa, Bibi Andersson, Erlanda Josephsona, Ingrid Thulin i Gunnara Björnstranda, od kojih su svi nastupili u bar pet Bergmanovih filmova. Norveška glumica Liv Ullmann, koja se pojavila u devet Bergmanovih filmova i jednom TV filmu (Saraband), bila je posljednja koja se pridružila družini (1966. u filmu Persona), a poslije je postala najbliža Bergmanova suradnica, umjetnički i osobno. Zajedno su dobili kćer, Linn Ullmann (rođena 1966.).
Bergman je 1953. počeo surađivati sa svojim snimateljem, Svenom Nykvistom. Dvojica su razvila i zadržala odličan radni odnos zbog čega Bergman nije morao brinuti oko kompozicije kadra sve do dana prije nego što se on snimi. Na jutro snimanja, kratko bi se obratio Nykvistu oko ugođaja i kompozicije kojima se nadao, te ostavio Nykvistu da radi bez ometanja ili komentara.

### Financiranje
Prema Bergmanovim riječima, nikada nije imao problema s prikupljanjem sredstava. Naveo je dva razloga: prvi, to što nije živio u Sjedinjenim Državama, koje je vidio kao opsjednute zaradom; i drugo, to što su njegovi filmovi bili niskobudžetni. (Krici i šaputanja, na primjer,  su dovršeni s oko 450 000 dolara, dok su Scene iz braka - šestodijelni televizijski film - stajale su samo 200 000 dolara.)

### Tehnika
Kao redatelj, Bergman je preferirao intuiciju prije razuma i odlučio biti neagresivan u odnosu s glumcima. Bergman je smatrao da ima veliku odgovornost prema njima, videći ih kao suradnike često u psihološki ranjivom položaju. Izjavio je da redatelj mora biti iskren i oslonac drugima kako bi oni dali najbolje od sebe. Savjetovao je mladim redateljima da radije ne snimaju filmove koji nemaju "poruku", nego da čekaju da je pronađu, iako je priznao da on sam nekad nije bio siguran o poruci nekih svojih filmova.
Bergman je često sam pisao svoje scenarije, razmišljajući o njima mjesecima ili godinama prije početka procesa pisanja, koji je smatrao dosadnim. Njegovi rani filmovi su pažljivo strukturirani, te su temeljeni na njegovim kazališnim komadima ili scenarijima koje je napisao u suradnji s drugim autorima. Bergman je izjavio da je u svojim kasnijim radovima dopuštao svojim glumcima da ostvare svoje vizije koje nisu bile u skladu s njegovima, naglasivši da su rezultati često bili "katastrofalni" kad to ne bi bio učinio. Kako je njegova karijera napredovala, Bergman je sve više dopuštao glumcima da improviziraju u svojim dijalozima. U svojim posljednjim filmovima je napisao samo ideje informirajući o sceni i dopuštao glumcima da odluče o konačnim dijalozima.
Nakon što bi pregledao grube snimke, Bergman je naglašavao važnost da se bude kritičan, ali neemocionalan, tvrdeći da se pitao ne da li je njegov rad sjajan ili grozan, nego je li dostojan ili bi trebao biti ponovno snimljen.

### Teme
Bergmanovi filmovi često govore o egzistencijalnim pitanjima smrtnosti, usamljenosti i vjeri; oni i nisu previše stilizirani. Persona, jedan od Bergmanovih najslavnijih filmova, neobičan je među njegovim radovima jer je i egzistencijalan i avangardan.
Iako su njegove teme misaone, seksualna želja se često nalazila na istaknutom mjestu, bilo da je okruženje bilo srednjovjekovna kuga (Sedmi pečat), život imućne obitelji početkom 20. stoljeća (Fanny i Alexander) ili suvremeno otuđenje (Tišina). Njegovi ženski likovi obično su svjesniji svoje seksualnosti nego muški, te ju se ne boje izraziti. U intervjuu za Playboy 1964. Bergman je rekao: "... manifestacija seksualnosti je jako važna, te posebno meni, iznad svega, ne želim snimati tek intelektualne filmove. Želim da publika osjeti moje filmove. To je za mene puno važnije nego da ih razumije." Film, kaže Bergman, je bila njegova zahtjevna ljubavnica.

### Bergmanovi pogledi na svoju karijeru
Kad su ga pitali o njegovim filmovima, Bergman je rekao da Zimsko svjetlo i Krike i šaputanja drži svojim najboljim filmovima, iako je u intervjuu 2004. rekao kako je bio "deprimiran" svojim filmovima te da ih više nije mogao gledati. U ovim filmovima, rekao je, uspio je dovesti medij do njegovih granica.
Bergman je u više prilika (primjerice u knjizi intervjua Bergman on Bergman) da je Tišina označila kraj ere kad su religijska pitanja zauzimala istaknuto mjesto u njegovim filmovima.

## Kazališni rad
Iako je Bergman opće poznat po svojem doprinosu filmu, cijeli život bio je aktivan i kao plodan kazališni redatelj. Tijekom studija na Sveučilištu u Stockholmu postao je aktivan u svojem studentskom kazalištu, gdje je ubrzo stekao ime. Nakon diplome je prvo radio kao redatelj-šegrt u Stockholmskom kazalištu. S 26 godina je postao najmlađi upravitelj kazališta u Europi u kazalištu u Helsingborgsu. Tamo je ostao 3 godine, a nakon toga postao redatelj u kazalištu u Gothenburg od 1946. do 1949.
1953. je postao redatelj gradskog kazališta u Malmöu i tamo ostao sljedećih sedam godina. Mnogi od njegovih slavnih glumaca bili su ljudi s kojima je počeo raditi na kazališnim daskama, a dobar dio ljudi iz "Bergmanove trupe" iz filmova iz šezdesetih došlo je iz gradskog kazališta u Malmöu (Max von Sydow, na primjer). Od 1960. do 1966. je radio kao redatelj Kraljevskog dramskog kazališta u Stockholmu, a od 1963. do 1966. njegov ravnatelj.
Nakon što je napustio Švedsku zbog incidenta s utajom poreza, bio je redatelj münchenskog Kazališta Residenz, Njemačka (1977. – 1984.). Ostao je aktivan u kazalištu tijekom cijelih devedesetih, a zadnja produkcija bila mu je Ibsenova Divlja patka u Kraljevskom dramskom kazalištu 2002.

## Obiteljski život
Bergman se ženio pet puta:
- 25. ožujka 1943. – 1945., s Else Fischer, koreografkinjom i plesačicom (razvod). Djeca:
  - Lena Bergman, glumica, rođena 1943.
- 22. srpnja 1945. – 1950., s Ellen Lunström, koreografkinjom i filmskom redateljicom (razvod). Djeca:
  - Eva Bergman, filmska redateljica, rođena 1945.
  - Jan Bergman, filmski redatelj (1946. – 2000.)
  - blizanci Mats i Anna Bergman, oboje glumci i filmski redatelji, rođeni 1948.
- 1951. – 1959., s Gun Grut, novinarkom (razvod). Djeca:
  - Ingmar Bergman mlađi, pilot, rođen 1951.
- 1959. – 1969., s Käbi Laratei, koncertnom pijanisticom (razvod). Djeca:
  - Daniel Bergman, filmski redatelj, rođen 1962.
- 11. studenog 1971. – 20. svibnja 1995., s Ingrid von Rosen (umrla). Djeca:
  - Maria von Rosen, spisateljica, rođena 1959.

Prva četiri braka završila su razvodom, dok je posljednji završio kad je njegova žena umrla od raka želuca.
On je i otac spisateljice Linn Ullmann, koju je dobio s glumicom Liv Ullmann. Ukupno, Bergman je imao devetero djece za koje se zna da su njegova. Bio je oženjen sa svim osim jednom majkom svoje djece. Njegova posljednja supruga bila je majka Marie von Rosen, koja se rodila dvanaest godina prije braka.
Osim ovih brakova, Bergman je bio u ozbiljnim vezama s Harriet Andersson od 1952. do 1955., Bibi Andersson od 1955. do 1959. i Liv Ullmann od 1965. do 1970.

## Izabrana filmografija
- Kriza (1946.)
- Kiši na našu ljubav (1946.)
- Brod za Indiju (1947.)
- Glazba u tami (1948.)
- Lučki grad (1948.)
- Zatvor (1949.)
- Žeđ (1949.)
- Veselje (1950.)
- Ovdje se to ne može dogoditi (1950.)
- Ljetna međuigra (1951.)
- Žene čekaju (1952.)
- Sawdust and Tinsel (1953.)
- Ljeto s Monikom (1953.)
- Večer komedijaša (1953.)
- Lekcija iz ljubavi (1954.)
- San žene (1955.)
- Osmijesi ljetne noći (1955.)
- Sedmi pečat (1957.)
- Divlje jagode (1957.)
- Na pragu života (1958.)
- Iluzionist/Lice (1958.)
- Đavolje oko (1960.)
- Djevičanski izvor (1960.) (osvojen Oscar za najbolji strani film)
- Kroz tamno ogledalo (1961.) (osvojen Oscar za najbolji strani film)
- Zimsko svjetlo (1962.)
- Tišina (1963.)
- Persona (1966.)
- Sramota (1968.)
- Strast (1969.)
- Krici i šaputanja (1973.) (osvojen Oscar za najbolju fotografiju)
- Scene iz braka (1973.)
- Čarobna frula (1975.)
- Licem u lice (1976.)
- Zmijsko jaje (1977.)
- Jesenja sonata (1978.)
- Iz života marioneta (1980.)
- Fanny i Alexander (1982.) (osvojena 4 Oscara, uključujući Oscar za najbolji strani film)
- Poslije probe (1984.)
- Saraband (2003.) (TV)

## Nagrade

### Oscari
Bergman je 1971. primio Nagradu Irving G. Thalberg za životno djelo na dodjeli Oscara. Tri njegova filma osvojila su Oscara za najbolji strani film: Djevičanski izvor 1961.; Kroz tamno ogledalo 1962.; i Fanny i Alexander 1984.
- Nominiran: Najbolji originalni scenarij, Divlje jagode (1960.)
- Nominiran: Najbolji originalni scenarij, Kroz tamno ogledalo (1963.)
- Nominiran: Najbolji originalni scenarij, Krici i šaputanja (1974.)
- Nominiran: Najbolji film, Krici i šaputanja (1974.)
- Nominiran: Najbolji redatelj, Krici i šaputanja (1974.)
- Nominiran: Najbolji redatelj, Licem u lice (1977.)
- Nominiran: Najbolji originalni scenarij, Jesenja sonata (1979.)
- Nominiran: Najbolji originalni scenarij, Fanny i Alexander (1984.)
- Nominiran: Najbolji redatelj, Fanny i Alexander (1984.)

### BAFTA nagrade
- Nominiran: Najbolji film, Iluzionist (1960.)
- Nominiran: Najbolji strani film, Fanny i Alexander (1984.)

### Nagrade Cesar
- Nominiran: Najbolji strani film, Čarobna frula (1976.)
- Nominiran: Najbolji strani film, Jesenja sonata (1979.)
- Pobjeda: Najbolji strani film, Fanny i Alexander (1984.)
- Nominiran: Najbolji europski film, Saraband (2005.)

### Filmski festival u Cannesu
- Pobjeda: Najbolji pjesnički humor Osmijesi ljetne noći (1955.)
- Nominiran: Zlatna palma Osmijesi ljetne noći (1955.)
- Pobjeda: Nagrada žirija Sedmi pečat (1957.)
- Nominiran: Zlatna palma Sedmi pečat (1957.)
- Pobjeda: Najbolji redatelj Brink of Life (1958.)
- Nominiran: Zlatna palma Brink of Life (1958.)
- Pobjeda: Nagrada žirija Djevičanski izvor (1960.)
- Nominiran: Zlatna palma Djevičanski izvor (1960.)
- Pobjeda: Tehnički Grand Prix Krici i šaputanja (1972.)
- Pobjeda: Palma svih palmi (1997.)
- Pobjeda: Nagrada za životno djelo (1998.)

### Zlatni globusi
- Nominiran: Najbolji redatelj, Fanny i Alexander (1984.)

## Vanjske poveznice

### Pregledi
- Ingmar Bergman u internetskoj bazi filmova IMDb-u (engl.)
- Ingmar Bergman Face to Face
- Fondacija Ingmar Bergman

### Intervjui
- The Guardian/NFT interview with Liv Ullmann by Shane Danielson, January 23, 2001
- Playboy interview with Bergman in 1964  Arhivirana inačica izvorne stranice od 23. srpnja 2008. (Wayback Machine)

### Nekrolozi
- Remembering Ingmar Bergman  Arhivirana inačica izvorne stranice od 6. listopada 2008. (Wayback Machine) Obituary by Daniel Peleschuk, Culture Editor for Blast Magazine